# 拳海龍屬
拳海龍屬，為輻鰭魚綱棘背魚目海龍科的其中一屬。

## 下属物种
- 短身拳海龍（Pugnaso curtirostris）